# Маркович, Душан (футболист, 1998)
Душан Маркович (серб. Душан Марковић / Dušan Marković; род. 3 апреля 1998, Смедеревска-Паланка, Подунайский округ) — сербский футболист, вратарь клуба «Дечич».

## Клубная карьера
Воспитанник клуба «Рад». Принимал участие в Юношеской лиге УЕФА сезона 2015/16. В сезоне 2016/17 выступал на правах аренды за «Жарково», в составе которого провёл как минимум две игры в Кубке Сербии. После пребывания «Жарково», Маркович вернулся в «Рад», в футболке которой он впервые сыграл 22 июля 2017 года в матче чемпионата Сербии против «Напредака» (2:2). С сезона 2018/19 являлся основным вратарём «Рада».
4 февраля 2021 года подписал контракт с тираспольским «Шерифом». Дебют в чемпионате Молдавии состоялся 20 февраля 2021 года в игре против «Сфынтул Георге» (4:1). Вместе с командой завоевал золотые медали молдавского чемпионата сезона 2020/21. В мае 2021 года принял участие в игре за Кубок Молдавии против «Сфынтул Георге», в которой «Шериф» уступил клубу из села Суручены. Находясь в стане молдавского клуба серб не стал основным вратарём и имел мало игровой практики из-за чего он принял решение не продлевать контракт с «Шерифом».
В январе 2022 года Маркович вернулся на родину, заключив полуторагодичное соглашение с «Металацем».

## Карьера в сборной
В составе молодёжной сборной Сербии до 21 года провёл один матч, который состоялся 16 ноября 2018 года против Македонии (1:0). В следующем году Маркович вызывался на игры квалификации на чемпионат Европы среди молодёжных команд 2021 года, но уступил место в воротах Марко Иличу.

## Достижения
«Шериф»
- Чемпион Молдавии: 2020/21
- Финалист Кубка Молдавии: 2020/21

## Статистика
| Клуб    | Сезон   | Лига                    | Лига  | Лига | Кубок | Кубок | Континент. | Континент. |
| Клуб    | Сезон   | Дивизион                | Матчи | Лиги | Матчи | Лиги  | Матчи      | Лиги       |
| ------- | ------- | ----------------------- | ----- | ---- | ----- | ----- | ---------- | ---------- |
| Жарково | 2016/17 | Сербская лига (Белград) |       |      | 2     | −4    | —          | —          |
| Рад     | 2017/18 | Чемпионат Сербии        | 4     | −6   |       |       | —          | —          |
| Рад     | 2018/19 | Чемпионат Сербии        | 36    | 43   | 1     | −1    | —          | —          |
| Рад     | 2019/20 | Чемпионат Сербии        | 30    | −63  |       |       | —          | —          |
| Рад     | 2020/21 | Чемпионат Сербии        | 9     | −19  | 1     | −2    | —          | —          |
| Рад     | 2020/21 | Чемпионат Молдавии      | 11    | −1   | 2     | −1    | —          | —          |
| Шериф   | 2021/22 | Чемпионат Молдавии      | 3     | −1   | 0     | 0     | 0          | 0          |
| Металац | 2021/22 | Чемпионат Сербии        | 0     | 0    |       |       |            |            |